# Паллада и Арахна
«Паллада и Арахна» — картина фламандского художника Питера Пауля Рубенса, написанная им в 1636 или 1637 году. Ныне она хранится в Виргинском музее изобразительных искусств в городе Ричмонд, штат Виргиния (США).

## Описание
Сюжет картины отображает историю из «Метаморфоз» Овидия о ткацком состязании между богиней Афиной и смертной Арахной. В оригинальном мифе Афина принимает вызов Арахны и проигрывает, но богиня всё равно наказывает свою соперницу за оскорбление богов, которое выразилось в отрицании божественного источника художественного мастерства Афины и за создание более прекрасного произведения, чем её.
На заднем плане композиции полотна висит частично видимый гобелен Тициана «Похищение Европы», которое, согласно версии Овидия, послужило темой гобелена, сотканного Афиной во время её соревнования с Арахной.

## Влияние
Копия «Паллады и Арахны» Рубенса была создана Хуаном Баутистой Мартинесом дель Масо, испанским художником эпохи барокко и родственником Диего Веласкеса. Веласкес поместил копию «Паллады и Арахны» позади себя в композиции своего полотна «Менины», которую он объединил с другой картиной о соревновании по искусству, «Аполлоном, сдирающим кожу с Марсия», работой другого фламандского художника, Якоба Йорданса.
Копия Рубенса с любимой работы Веласкеса, «Похищение Европы» Тициана, принадлежала Королевской коллекции Филиппа IV Испанского. Это произведение можно увидеть на фоне «Паллады и Арахны», которую, в свою очередь, можно увидеть на фоне «Менин».